# 芦屋サマーカーニバル
芦屋サマーカーニバル（あしやサマーカーニバル、英: Ashiya Summer Carnival）は、兵庫県芦屋市の南芦屋浜地区において、毎年7月下旬に開催される花火大会である。
1979年の第1回開催より正式名称に変更はないが、花火の打上を開始したのは1985年の第7回大会が始まりであった。「芦屋の三大祭り」とされており、市域においては夏祭りの位置づけである。日中から縁日やステージの催しなどが行われる。

## 概要
市内のNPO法人を主体とし、市民ボランティアが実行委員会を組成して運営している。行政・企業・市民の協働を目的としており、開催費用は個人の賛同者および企業から募った協賛金で賄われている。
主に花火大会として知られるが、市民参加のステージと、約100店舗の縁日も企画されている。
花火はショー形式で、ステージでの生演奏に合わせて花火を打ち上げるほか、協賛会社のCM花火なども実施される。大会プログラムにおいては「ASHIYA DANCING FIREWORKS SHOW」と題されている。
- 開催時間：13:00 - 21:00
  - 芦屋市民ステージ 13:00 - 21:00
  - 芦屋市民縁日 13:00 - 21:00
  - 縁日ストリート（70店舗） 13:00 - 21:00
  - 花火打ち上げ 19：45 - 20：30

- 花火打上場所数：潮芦屋ビーチ
- 花火打上発数：約6000発
- 花火観覧場所：芦屋市総合公園・潮芦屋緑地・潮芦屋ビーチ（協賛観覧席）
  - 協賛観覧席開場 一般観覧ゾーン 14:30 - 、特別観覧ゾーン 17:30 -

## アクセス
当日は周辺地域に交通規制が行われ、車でのアクセスは出来ない。路線バスも迂回するため、最寄りのバス停は運休となる。また最寄り駅からは徒歩で約30分の距離があり、混雑を避けた来場が呼び掛けられている。
最寄り駅
- 芦屋駅 (阪神)
- 芦屋駅 (JR西日本)
- 芦屋川駅
- 打出駅

## 沿革
- 1979年8月5日 - 芦屋青年会議所主催のもと芦屋サマーカーニバルが開催される。ちびっこカラオケのど自慢大会やパレードなどが実施された。
- 1979年8月7日,8日 - 2日間開催となる。以降、前夜祭と花火祭に分けた2日間のイベントとなる。
- 1985年8月3日,4日 - 市政45周年を記念し、花火の打上が行われる。この年より主催者が芦屋市民まつり協議会となる。
- 1990年8月3日,4日,5日 - 市政50周年記念として、3日間開催を実施する。以降、プレサマー・前夜祭・花火祭の3日間のイベントとなる。
- 1993年7月30日,31日,8月1日 - 併催イベントとして第1回ASHIYA CUPドラゴンボートレース大会が開催される。
- 1994年8月7日 - 1日間の開催に戻る。
- 1995年8月27日 - 10年ぶりに打上花火無しでの開催となる。同年1月に発生した阪神淡路大震災の復興イベント「青空元気フェスティバル」と合同で実施された。
- 1996年8月4日 - 花火の打上を再開する。
- 2004年7月31日 - 震災復興10周年事業として開催。この年に芦屋市総合公園が全面開業し、以降当該公園を会場に利用する。
- 2007年
  - 6月20日 - 主催の芦屋市民まつり協議会が、芦屋サマーカーニバルやASHIYA CUPドラゴンボートレース大会を事業とする、同名の特定非営利活動法人を設立する[2]。
  - 8月11日 - 法人主催による初めての芦屋サマーカーニバルが実施される。
- 2009年7月25日 - コンピューターによる花火管制システムを導入する。
- 2018年7月21日 - 通算第40回記念大会とする。花火プログラムにおいて、兵庫県政150周年の記念花火が合同実施された[3]。